# Marte Alexander
Marte Alexander, coniugata Martinelli (Inglewood, 1º marzo 1976), è un'ex cestista e allenatrice di pallacanestro statunitense naturalizzata italiana, che ha giocato nel campionato italiano col Club Atletico Faenza Pallacanestro.

## Carriera

### Club
Dopo aver giocato quattro anni nella squadra dell'Università dell'Arizona, nel 1998 si trasferisce in Italia alla Basket Bees Treviglio (nel 1998-99 la squadra ha sede a Pavia), e vi si ferma tre stagioni. Altri due anni a Faenza, per poi trasferirsi in Spagna al Gran Canaria.
Dal 2006 è nuovamente a Faenza, giocando per un breve periodo in stato di gravidanza; nella stagione seguente (2007-08) decide di non giocare in vista della nascita del suo primogenito. Nella stagione successiva (2008-09) torna nelle file del Club Atletico Faenza, con la quale conquista 2 Coppe Italia. La stagione 2010-11 è la sua 11ª in Serie A1: 6 comprese tra il 1998 ed il 2004, 5 dal 2006 al 2011. Il figlio Anthony Martinelli, pur giocando a livelli minori, non si è mai rivelato essere al livello della Madre

### Nazionale
La Alexander ha ottenuto la cittadinanza italiana nel 2007, dopo aver sposato un cittadino italiano ed avendo vissuto per oltre dieci anni in Italia. Ha disputato con l'Italia i Campionati Europei 2009.
In totale con la Nazionale ha disputato 29 partite, portando con sé in ritiro occasionalmente il figlio, per poterlo allattare.

## Statistiche

### Cronologia presenze e punti in Nazionale
| Cronologia completa delle presenze e dei punti in Nazionale - Italia | Cronologia completa delle presenze e dei punti in Nazionale - Italia | Cronologia completa delle presenze e dei punti in Nazionale - Italia | Cronologia completa delle presenze e dei punti in Nazionale - Italia | Cronologia completa delle presenze e dei punti in Nazionale - Italia | Cronologia completa delle presenze e dei punti in Nazionale - Italia | Cronologia completa delle presenze e dei punti in Nazionale - Italia | Cronologia completa delle presenze e dei punti in Nazionale - Italia |
| Data                                                                 | Città                                                                | In casa                                                              | Risultato                                                            | Ospiti                                                               | Competizione                                                         | Punti                                                                | Note                                                                 |
| -------------------------------------------------------------------- | -------------------------------------------------------------------- | -------------------------------------------------------------------- | -------------------------------------------------------------------- | -------------------------------------------------------------------- | -------------------------------------------------------------------- | -------------------------------------------------------------------- | -------------------------------------------------------------------- |
| 25/07/2008                                                           | Bormio                                                               | Italia                                                               | 66 - 58                                                              | Lituania                                                             | Torneo amichevole                                                    | 10                                                                   | [ 2 ]                                                                |
| 26/07/2008                                                           | Bormio                                                               | Italia                                                               | 66 - 69                                                              | Belgio                                                               | Torneo amichevole                                                    | 5                                                                    | [ 3 ]                                                                |
| 13-8-2008                                                            | Danzica                                                              | Polonia                                                              | 63 - 59                                                              | Italia                                                               | Qual. Euro 2009 - Gruppo B                                           | 8                                                                    | [ 4 ]                                                                |
| 16-8-2008                                                            | Cagliari                                                             | Italia                                                               | 77 - 62                                                              | Finlandia                                                            | Qual. Euro 2009 - Gruppo B                                           | 1                                                                    | [ 5 ]                                                                |
| 20-8-2008                                                            | Sarajevo                                                             | Bosnia ed Erzegovina                                                 | 53 - 68                                                              | Italia                                                               | Qual. Euro 2009 - Gruppo B                                           | 13                                                                   | [ 6 ]                                                                |
| 27-8-2008                                                            | Chieti                                                               | Italia                                                               | 55 - 63                                                              | Turchia                                                              | Qual. Euro 2009 - Gruppo B                                           | 3                                                                    | [ 7 ]                                                                |
| 28/05/2009                                                           | Porto San Giorgio                                                    | Italia                                                               | 68 - 55                                                              | Croazia                                                              | Amichevole                                                           | 4                                                                    | [ 8 ]                                                                |
| 29/05/2009                                                           | Porto San Giorgio                                                    | Italia                                                               | 75 - 71                                                              | Serbia                                                               | Amichevole                                                           | 3                                                                    | [ 9 ]                                                                |
| 30/05/2009                                                           | Porto San Giorgio                                                    | Italia                                                               | 63 - 67                                                              | Grecia                                                               | Amichevole                                                           | 9                                                                    | [ 10 ]                                                               |
| 01/06/2009                                                           | Porto San Giorgio                                                    | Italia                                                               | 56 - 60                                                              | Serbia                                                               | Amichevole                                                           | 2                                                                    | [ 11 ]                                                               |
| 07/06/2009                                                           | Valmiera                                                             | Francia                                                              | 76 - 61                                                              | Italia                                                               | EuroBasket 2009 - Prima fase                                         | 5                                                                    | [ 12 ]                                                               |
| 08/06/2009                                                           | Valmiera                                                             | Italia                                                               | 75 - 64                                                              | Israele                                                              | EuroBasket 2009 - Prima fase                                         | 9                                                                    | [ 13 ]                                                               |
| 09/06/2009                                                           | Valmiera                                                             | Italia                                                               | 67 - 58                                                              | Bielorussia                                                          | EuroBasket 2009 - Prima fase                                         | 4                                                                    | [ 14 ]                                                               |
| 12/06/2009                                                           | Riga                                                                 | Turchia                                                              | 64 - 59                                                              | Italia                                                               | EuroBasket 2009 - Prima fase                                         | 7                                                                    | [ 15 ]                                                               |
| 14/06/2009                                                           | Riga                                                                 | Russia                                                               | 67 - 59                                                              | Italia                                                               | EuroBasket 2009 - Seconda fase                                       | 4                                                                    | [ 16 ]                                                               |
| 16/06/2009                                                           | Riga                                                                 | Italia                                                               | 72 - 58                                                              | Lituania                                                             | EuroBasket 2009 - Seconda fase                                       | 17                                                                   | [ 17 ]                                                               |
| 17/06/2009                                                           | Riga                                                                 | Spagna                                                               | 61 - 42                                                              | Italia                                                               | EuroBasket 2009 - Quarti di finale                                   | 6                                                                    | [ 18 ]                                                               |
| 19/06/2009                                                           | Riga                                                                 | Italia                                                               | 68 - 66 dts                                                          | Lettonia                                                             | EuroBasket 2009 - Semifinale 5º posto                                | 9                                                                    | [ 19 ]                                                               |
| 20/06/2009                                                           | Riga                                                                 | Grecia                                                               | 60 - 56                                                              | Italia                                                               | EuroBasket 2009 - Finale 5º posto                                    | 9                                                                    | [ 20 ]                                                               |
| 14/07/2010                                                           | Cavalese                                                             | Italia                                                               | 61 - 45                                                              | Turchia                                                              | Amichevole                                                           | 5                                                                    | [ 21 ]                                                               |
| 15/07/2010                                                           | Cavalese                                                             | Italia                                                               | 56 - 61                                                              | Lettonia                                                             | Torneo amichevole                                                    | 9                                                                    | [ 22 ]                                                               |
| 17/07/2010                                                           | Cavalese                                                             | Italia                                                               | 62 - 69                                                              | Turchia                                                              | Torneo amichevole                                                    | 12                                                                   | [ 23 ]                                                               |
| 23/07/2010                                                           | Konya                                                                | Turchia                                                              | 51 - 67                                                              | Italia                                                               | Torneo amichevole                                                    | 8                                                                    | [ 24 ]                                                               |
| 24/07/2010                                                           | Konya                                                                | Lettonia                                                             | 66 - 68                                                              | Italia                                                               | Torneo amichevole                                                    | 9                                                                    | [ 25 ]                                                               |
| 25/07/2010                                                           | Konya                                                                | Slovacchia                                                           | 54 - 71                                                              | Italia                                                               | Torneo amichevole                                                    | 5                                                                    | [ 26 ]                                                               |
| 02/08/2010                                                           | Cagliari                                                             | Italia                                                               | 69 - 76                                                              | Croazia                                                              | Qual. Euro 2011 - Girone A                                           | 8                                                                    | [ 27 ]                                                               |
| 11/08/2010                                                           | Cagliari                                                             | Italia                                                               | 87 - 72                                                              | Lituania                                                             | Qual. Euro 2011 - Girone A                                           | 6                                                                    | [ 28 ]                                                               |
| 20/08/2010                                                           | Cagliari                                                             | Italia                                                               | 67 - 57                                                              | Belgio                                                               | Qual. Euro 2011 - Girone A                                           | 4                                                                    | [ 29 ]                                                               |
| 26/08/2010                                                           | Kaunas                                                               | Lituania                                                             | 81 - 83                                                              | Italia                                                               | Qual. Euro 2011 - Girone A                                           | 21                                                                   | [ 30 ]                                                               |
| Totale                                                               |                                                                      | Presenze                                                             | 29                                                                   |                                                                      | Punti                                                                | 215                                                                  |                                                                      |